# Portrait de mariage d'Isaac Massa et Beatrix Van der Laen
Le Portrait de mariage d'Isaac Massa et Beatrix Van der Laen est un tableau réalisé vers 1622 par le peintre néerlandais Frans Hals. Le portrait est conservé au Rijksmuseum Amsterdam d'Amsterdam (Pays-Bas).

## Description
Hauteur 140 cm sur 166,5 cm de largeur.

## Composition et technique
Le tableau est remarquable du fait qu'il se démarque par rapport à la façon conventionnelle d'aborder le portrait à son époque. L'œuvre est également assez exceptionnelle dans la carrière de Hals, le peintre ayant, le plus souvent, et comme c'était l'habitude alors, représenté les couples sur deux tableaux distincts.
Frans Hals a peint de larges parties du portrait d'une manière lâche et quasi nonchalante. N'utilisant parfois qu'un seul coup de pinceau, il est capable d'obtenir un effet réaliste. En plaçant quelques traits blancs sur le ventre de Beatrix, il donne l'illusion que son vêtement luit à cet endroit. Des détails tels que la coiffe, la fraise et les manchettes sont reproduits plus fidèlement.

## Personnages représentés
Le tableau représente le négociant et voyageur Isaac Massa (1586-1643) et son épouse Beatrix Van der Laan (1592-1639), et aurait été réalisé à l'occasion du mariage du couple, célébré à Haarlem le 25 avril 1622. Aucune date cependant ne figure sur le tableau. Hals réalisera quatre ans plus tard un autre portrait de Massa, où il est cette fois représenté seul.

## Histoire du tableau
Le tableau est aujourd'hui conservé au Rijksmuseum d'Amsterdam.